# The Big Journey
The Big Journey (с англ. — «Большое путешествие») — это игра в жанре платформер, созданная украинской инди-студией Catfishbox и доступная для персональных компьютеров с операционными системами Windows и Mac OS, мобильных устройств с операционными системами iOS и Android и портативного устройства Nintendo Switch. Игрок должен управлять котом, который путешествует по лабиринтам в поисках хинкали. Музыкальное сопровождение к игре было создано с участием украинской музыкальной группы Choconuts.

## Игровой процесс
Игра представляет собой приключенческий платформер от третьего лица. Согласно сюжету, управляемый кот по имени мистер Уискерс отправляется в поисках мистера Чу, мастера в изготовлении хинкали, который оставил после себя след из пельменей.
Игрок управляет котом по имени мистер Уискерс, который путешествует по подземным лабиринтам. Кот не бегает на собственных лапах, а «перекатывается», подобно шарику в направлении, указанным игроком. Цель кота — собрать как можно больше мошек, а также хинкали. Для этого кот должен находить окольные и тупиковые пути. Игрок может заставить кота также прыгать. В лабиринтах также встречаются поднимающиеся/отпускающиеся блоки, «подушки», обеспечивающие коту мощный прыжок, вращающиеся механизмы, в том числе спиннеры, а также сквозняки, способные поднимать кота верх по тоннелям. Кота также ожидают разного рода опасности в виде острых предметов и враждебных существ, при контакте с которыми кот будет терять по одному хинкали. Игрок может подобрать потерянный пельмень в течение следующих нескольких секунд. Некоторые из этих существ, похожие на гальки довольно слабы и их возможно уничтожить с помощью команды «прыжок», с другими же существами лучше избегать контакта, например с шипастой улиткой, пауками или подземными червями, выглядывающими из нор раз в несколько секунд. Персонаж не может умереть в игре, однако игроку рекомендуется собрать как можно больше хинкали и мошек, а также по возможности закончить уровень менее, чем за 5 минут, чтобы получить три звезды и разблокировать новые скины для кота. Чем больше кот поедает пельменей, тем он становится крупнее, а от того и неповоротливее.
По мере прохождения, котик может встречаться с другими дружелюбными животными, тогда перед игроком открывается короткое меню диалога, после чего фотография животного добавляется во внутриигровую галерею. Вторая галерея, именуемая Catstagram будет пополняться внутриигровыми снимками.

## Критика
| Сводный рейтинг    | Сводный рейтинг              |
| Агрегатор          | Оценка                       |
| ------------------ | ---------------------------- |
| Metacritic         | 85/100 (iOS) 60/100 (Switch) |
| Иноязычные издания |                              |
| Издание            | Оценка                       |
| Gamezebo           | [ 6 ]                        |
| Toucharcade        | [ 10 ]                       |
| Pocket Gamer UK    | [ 7 ]                        |
| Multiplayer.it     | 8/10                         |
| 148Apps            | [ 12 ]                       |
| Video Chums        | [ 13 ]                       |
| TheGamer           | [ 14 ]                       |

Игра получила разные оценки от игровых критиков, средняя оценка на сайте-агрегаторе Metacritic для мобильной версии составила 85 баллов из 100 возможных. Средняя оценка версии Nintendo Switch составила всего 60 баллов из 100.
Критик сайта GameZebo заметил, что The Big Journey приблизилась к тому, что можно назвать совершенством среди мобильных игр на столько, сколько это было возможным, тем не менее своему существованию она обязана игре LocoRoco 2006 года, выпущенной для PlayStation Portable. Это по мнению критика однако не значит, что The Big Journey является плагиатом, так как игра предоставляет достаточно оригинального контента, чтобы у игрока возникало впечатление, будто он попадает в мир детских сборников рассказов. По этой причине данная игра идеально подойдёт маленьким детям, учитывая, что в ней нельзя умереть или провалить уровень. Критик назвал The Big Journey в целом потрясающей и красивой мобильной игрой, о которой можно не забывать ещё долгие годы. Красота игры скрывается в её простоте, выраженной как и в игровом процессе, так и визуальном стиле. Критик заметил также, что The Big Journey вышла на волне моды азиатских разработчиков создавать игры о кошках.
Критик сайта Toucharcade также считает, что The Big Journey была выпущена на волне моды на «кошачьи игры», тем не менее игра предлагает по мнению критика оригинальный контент в виде отличного саундтрека, великолепных визуальных эффектов и игрового процесса, подходящего для игрока любого возраста. С точки зрения игрового процесса, игра похожа на Rolando или Leo's Fortune. Саму игру критик назвал «универсально привлекательной», подходящей для любых игроков за счёт того, что в игре нет «жизней» как таковых, одновременно игра предлагает побуждает искать предметы, секретные ходы и пасхалки, что придётся по душе более опытным геймерам. Критик советует осуществлять управление с помощью акселометра, тем не менее он признался, что созданное управление не столь удобно, если речь касается прыжков кота. Критик также похвалил визуальный стиль игры, «наполненный яркими красками, но не отвлекающими игрока».
Критик сайта PocketGamer заметил, что сложно играть в The Big Journey, не умиляясь от вида голодного и вечно счастливого котёнка, чьи выражения достойны быть интернет-мемами. Критик похвалил игру за её визуальный стиль, заметив, что создатели внимательно отнеслись к деталям окружающего мира и анимациям персонажа. Тем не менее критик указал не некоторые сложности, связанные с управлением. Хотя игра предлагает несколько вариантов управления, каждый из них связан с явными недостатками. Критик заметил, что наиболее лучший вариант для мобильного устройства — использование акселометра, тем не менее в такой ситуации у игрока быстро начнут уставать руки, особенно если он пользуется планшетом. Управление, осуществляемое с помощью нажатия кнопок в целом не удобно, а игрок столкнётся с тем, что начнёт совершать много лишних действий из-за сверхчувствительных нажатий, такой способ управления совершенно не подойдёт пользователям планшета. В итоге критик заметил, что игра подойдёт прежде всего для небольших мобильных устройств.
Критик сайта Video Chums, обозревающий версию игры для Nintendo Switch упрекнул The Big Journey в несерьёзности и заметил с разочарованием, что данная игра совершенно не подойдёт ищущим вызов игрокам. Критик сайта также обозревая портативную версию, назвал The Big Journey не самой оригинальной инди-игрой, со слабо проработанной историей и местами неудобным управлением. Тем не менее это достаточно для тех игроков, которые получают удовольствие от успокаивающих игр с красивой графикой.